# Dark Days in Paradise
Dark Days in Paradise è un album di Gary Moore, pubblicato nel 1997.

## Tracce
1. "One Good Reason" – 3:02
2. "Cold Wind Blows" – 5:26
3. "I Have Found My Love in You" – 4:53
4. "One Fine Day" – 4:58
5. "Like Angels" – 7:32
6. "What Are We Here For?" – 5:44
7. "Always There for You" – 4:33
8. "Afraid of Tomorrow" – 6:42
9. "Where Did We Go Wrong?" – 6:36
10. "Business As Usual" – 13:36
  - "Dark Days in Paradise" – 3:27, dopo 1:00 di silenzio

## Formazione
- Gary Moore - chitarra, voce
- Magnus Fiennes - tastiere
- Guy Pratt - basso
- Gary Husband - batteria
- Dee Lewis – voce
- Phil Nicholas – tastiere